# Amadou Cissé (Mali)
Pour les articles homonymes, voir Cissé.
Amadou Cissé, né en 1960, est un homme politique malien. Il est un ancien ministre des Mines dans le gouvernement Cissé Mariam Kaïdama Sidibé formé le 6 avril 2006. Ingénieur des travaux publics, il est membre de l'Ordre des ingénieurs conseils du Mali. 

## Cursus professionnel
- Directeur G.I.E
- Président O.I.C.M
- Membre C.E.S.C Ministre des Mines
- 3e Vice-président de l’Assemblée Nationale
- Membre du bureau Commission Développement Durable à l’Union Interparlementaire (Genève)

Il est le sixième vice-président du bureau exécutif national de l’Union pour la république et la démocratie.

## Sources
- Ministre des Mines: Amadou Cissé